# Силен (село в Болгарии)
Силен (болг. Силен) — село в Болгарии. Находится в Хасковской области, входит в общину Стамболово. Население составляет 149 человек. Село расположено в 227 км к юго-востоку от Софии.

## Политическая ситуация
В местном кметстве Силен, в состав которого входит Силен, должность кмета (старосты) исполняет Рейхан Сабри Мехмед (Движение за права и свободы (ДПС)) по результатам выборов правления кметства.
Кмет (мэр) общины Стамболово — Гюнер Фариз Сербест (Движение за права и свободы (ДПС)) по результатам выборов в правление общины.